# Zawe Ashton
Zawedde "Zawe" Ashton (Hackney, Londres, Inglaterra; 25 de julio de 1984) es una actriz y dramaturga británica. Es más conocida por interpretar a Imani en Gone Too Far! y a Bianca en St. Trinian's 2: The Legend of Fritton's Gold.

## Primeros años
Ashton asistió a la Escuela de Teatro Anna Scher y al National Youth Theatre, graduándose finalmente de la escuela de teatro de la Universidad Metropolitana de Mánchester.

## Carrera

### Como actriz
Ashton comenzó a actuar a la edad de seis años. Sus trabajos televisivos incluyen las series Holby City, EastEnders, The Bill, NCS: Manhunt, Casualty, The Crust y Misfits. Sus créditos teatrales incluyen Rhinoceros, The Arsonists, Gone Too Far! (Royal Court), Othello (Globe Theatre) y La Jaula (con la Nuffield Theatre Company, de Southampton).
En 2011, interpretó a Elizabeth Falls en el film Blitz y más tarde apareció en la cinta St. Trinian's II: The Legend of Fritton's Gold.
En mayo de 2010, fue reconocida como uno de los 55 rostros del futuro por la revista Nylon.
En 2011 comenzó a trabajar en la comedia televisiva Fresh Meat, interpretando el rol de Vod.
Ashton protagonizó el film Dreams of a Life, lanzado en el Reino Unido el 16 de diciembre de 2011.
En 2023 interpretó a Darr-Benn, una líder Kree y antagonista de la Capitana Marvel, Ms. Marvel, Mónica Rambeau y Nick Fury, en la película The Marvels, de Marvel Studios.

### Como escritora
Ashton comenzó a participar en la poesía slam a la edad de diecisiete años, y ganó el campeonato London Poetry Slam Championship de Londres en el año 2000. Durante el año 2006, fue escritora residente en el Contact Theatre en Mánchester. Su primera obra, Harm's Way, fue nominada para el Premio Verity Bargate en 2007, y se estrenó en The Lowry en 2008 como parte de la nueva temporada de escritura del National Youth Theatre. Más adelante, trabajó para el Bush Theatre y para la Compañía de Teatro Clean Break.
Ashton fue nombrada como una de las estrellas de la pantalla internacional del mañana en el año 2009.

## Vida privada
Desde 2019 mantiene una relación con el actor Tom Hiddleston. Se comprometieron en marzo de 2022. En junio de 2022 se hizo público que iban a ser padres. En octubre de 2022 se confirmó el nacimiento de su primer hijo, un niño.

## Filmografía

### Televisión
| Año  | Título              | Episodio                                    | Personaje        | Observaciones        |
| ---- | ------------------- | ------------------------------------------- | ---------------- | -------------------- |
| 1995 | Game On             | "Bad Timing"                                | Niña pequeña     | Comedia de situación |
| 2003 | Holby City          | "Crossing the Line"                         | Abigail Meredith | Drama médico         |
| 2007 | Mobile              |                                             | Testigo ocular   |                      |
| 2008 | The Bill            | "Gun Runner: Under Cover"                   | Becka Adams      | Policial             |
| 2009 | Casualty            | "True Lies"                                 | Gina             | Drama médico         |
| 2009 | Sherlock            | Piloto                                      | Sally Donovan    | Crimen               |
| 2010 | Misfits             | 2ª temporada, episodio 5                    | Jessica          | Drama juvenil        |
| 2011 | Case Histories      |                                             | Deborah Arnold   | Crimen               |
| 2011 | Fresh Meat          |                                             | Vod              | Sitcom               |
| 2014 | Doctor Who          | 8ª temporada, episodio 2: "Into the Daleks" | Journey Blue     |                      |
| 2021 | The Handmaid's Tale | 4ª temporada, episodios 2, 6 y 7            | Oona             | Drama                |

### Cine
| Año  | Título                                         | Personaje                          | Observaciones |
| ---- | ---------------------------------------------- | ---------------------------------- | ------------- |
| 2009 | St. Trinian's II: The Legend of Fritton's Gold | Bianca                             |               |
| 2011 | Blitz                                          | Oficial de Policía Elizabeth Falls |               |
| 2011 | Weekender                                      | Sarah                              |               |
| 2011 | Dreams of a Life                               | Joyce Vincent                      |               |
| 2016 | Nocturnal Animals                              | Alex                               |               |
| 2018 | La viuda                                       | Alexa                              |               |
| 2019 | Velvet Buzzsaw                                 | Josephina                          |               |
| 2023 | The Marvels                                    | Dar-Benn                           |               |